# 호연고등학교
호연고등학교는 경기도 화성시에 개교 예정인 공립 고등학교이다.
이름은, 미확정 상태임.

## 학교 연혁
- 2026년 3월 1일 : 개교 예정